# Maja Ilinična Ryžova
Maja Ilinična Ryžova  (rusko Майя Ильинична Рыжова), ruska literarna zgodovinarka, prevajalka in strokovnjakinja na področju slovenske književnosti, * 1. julij 1927, okolica Sankt Peterburga (tedaj Leningrad), Rusija (tedaj Sovjetska zveza).

## Življenje in delo
Leta 1952 je diplomirala na Filološki fakulteti Leningrajske državne univerze (zdaj Sankt Peterburška državna univerza). Leta 1973 je na Inštitutu za slavistiko in balkanistiko na Akademiji znanosti Sovjetske zveze (zdaj Inštitut slavističnih študij na Akademiji znanosti Ruske federacije) zagovarjala doktorsko disertacijo z naslovom Slovenska poezija iz konca 19. in začetka 20. stoletja in ruska književnost. Od 1969 je bila članica Matice Srbske, v okviru katere je sodelovala pri številnih raziskovalnih projektih. V letih 1952–1975 je delala na Leningrajskem oddelku Inštituta za slavistiko in balkanistiko, med letoma 1975 in 1983 pa je bila zaposlena na Inštitutu za rusko književnost na Akademiji znanosti Sovjetske zveze . Preučevala je poezijo in prozo slovenskih avtorjev 19. in 20. stoletja ter rusko-slovenske literarne stike. V ruščino je prevedla številna dela, med katerimi so tudi Cankarjevi romani Hiša Marije Pomočnice, Martin Kačur in Tujci.

## Izbrana bibliografija
Monografije
- N. A. Nekrasov v Slovenii. Sankt-Peterburg: Nauka, 1998. (COBISS)

Prevodi
- Čužie; Na ulice bednjakov. Moskva: Hudožestvennaja literatura, 1987. (COBISS)
- Obitel' Marii Zastupnicy. Moskva: Obščestvo sodejstvija razvitiju svjazej meždu Sloveniej i Rossiej »Dr. F. Prešern«, 2003. (COBISS)

Izbrani članki
- Simon Enko i M. Ju. Lermontov.  Obdobja 3. 1982. 219–232. (COBISS)
- »Sonety nesčast'ja« France Prešerna v russkih perevodah Fedora Korša i Aleksandra Gitoviča. Ljubljana: Seminar slovenskega jezika, literature in kulture. 1997. (COBISS)
- France Prešeren: (1800–1849). Stihi/France Prešern. Dunaj: Mohorjeva, 2001. (COBISS)